# Les Maîtres du soleil
Pour plus de détails, voir Fiche technique et Distribution.
Les Maîtres du soleil est un film français réalisé par Jean-Jacques Aublanc et sorti en 1984.

## Fiche technique
- Titre : Les Maîtres du soleil
- Réalisation : Jean-Jacques Aublanc
- Scénario : Jean-Jacques Aublanc, Jean-Loup Eder et Gisèle Kirjner
- Photographie : Pierre Nizin
- Décors : Marie Desforge et Michel Desangles
- Son : Gaston Abougit
- Montage : Olivier Monffroy
- Genre : Science-fiction[1]
- Pays d'origine :  France
- Production : UVP - SLN Films
- Durée : 71 minutes
- Date de sortie : France - 8 août 1984

## Distribution
- Marcel Amont
- Georges Claisse
- Huguette Maillard
- François Chaumette
- Maurice Garrel